# Pivonice
Pivonice (německy Piwonitz) je vesnice a část města Bystřice nad Pernštejnem v okrese Žďár nad Sázavou a kraji Vysočina.

## Historie
První písemná zmínka o Pivonicích pochází z roku 1358. Vesnice patřila nejprve k nedalekému hradu Zubštejnu a později k Pyšolci. V roce 1415 měly být liduprázdné, následně se staly majetkem Jana z Lomnice, od roku 1436 Jana z Pernštejna.
Do roku 1960 byly Pivonice samostatnou obcí. V letech 1961 až 1980 byly částí obce Lesoňovice a od 1. července 1980 jsou částí města Bystřice nad Pernštejnem.

## Přírodní poměry
Pivonice stojí v Hornosvratecké vrchovině. Do jejího katastrálního území zasahuje část přírodní rezervace Pyšolec.

## Obyvatelstvo
| Rok            | 1869 | 1880 | 1890 | 1900 | 1910 | 1921 | 1930 | 1950 | 1961 | 1970 | 1980 | 1991 | 2001 | 2011 | 2021 |
| -------------- | ---- | ---- | ---- | ---- | ---- | ---- | ---- | ---- | ---- | ---- | ---- | ---- | ---- | ---- | ---- |
| Počet obyvatel | 274  | 263  | 230  | 227  | 234  | 237  | 193  | 140  | 127  | 94   | 82   | 63   | 75   | 59   | 71   |
| Počet domů     | 29   | 32   | 34   | 37   | 37   | 37   | 41   | 39   | 39   | 32   | 27   | 30   | 37   | 40   | 40   |

## Pamětihodnosti
- zřícenina hradu Zubštejn
- Kaple svaté Anny se zvonem Donát, která je kulturní památkou, získala svou dnešní podobu roku 1771. V roce 1996 byly pod omítkou objeveny cenné barevné malby. Při opravě štítové zdi v roce 2007 bylo do makovice vloženo poselství příštím generacím. Kamenný kříž u kapličky je z roku 1871, na návsi je pomník padlým.

## Rodáci
- Antonín Štourač (1888–1944) – komunistický poslanec popravený ve Vratislavi
- Josef Kšica (1926–2001) – učitel hudby, sbormistr a skladatel
- Jiřina Mačáková-Zabylová (* 1940) – výtvarnice a grafička
- Miloš Schneider (* 1961) – architekt

## Galerie

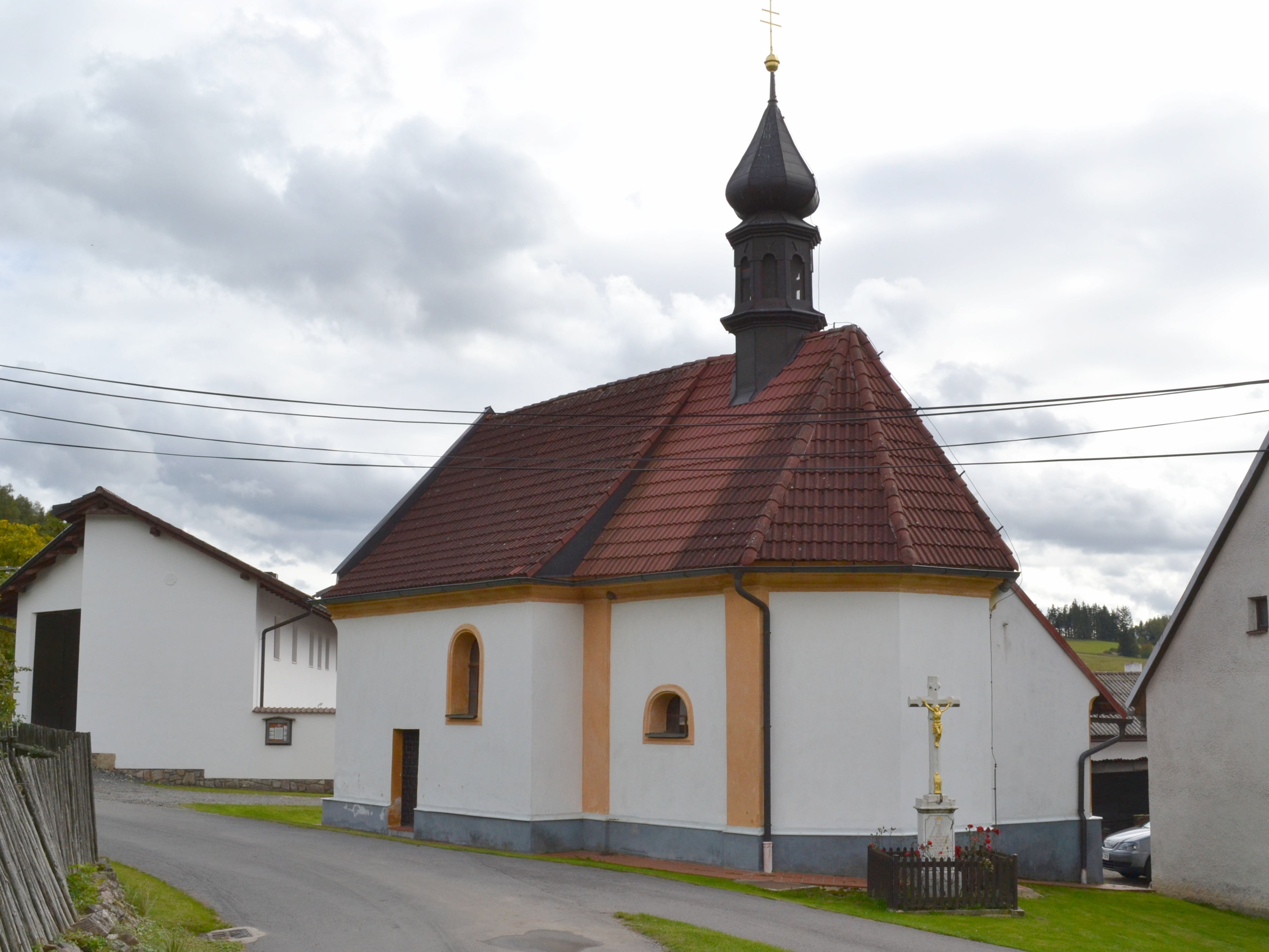
kaple svaté Anny
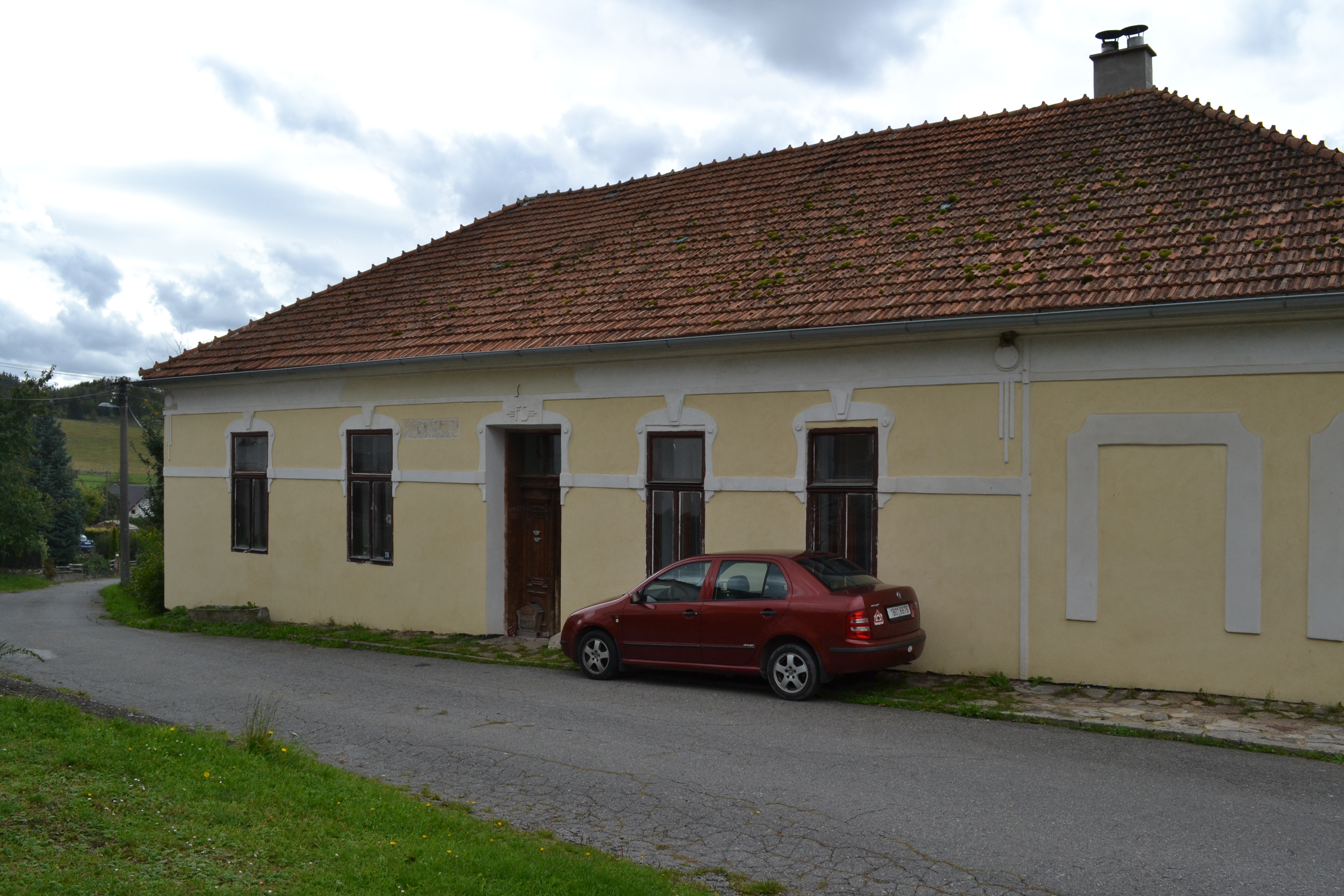
bývalý hostinec
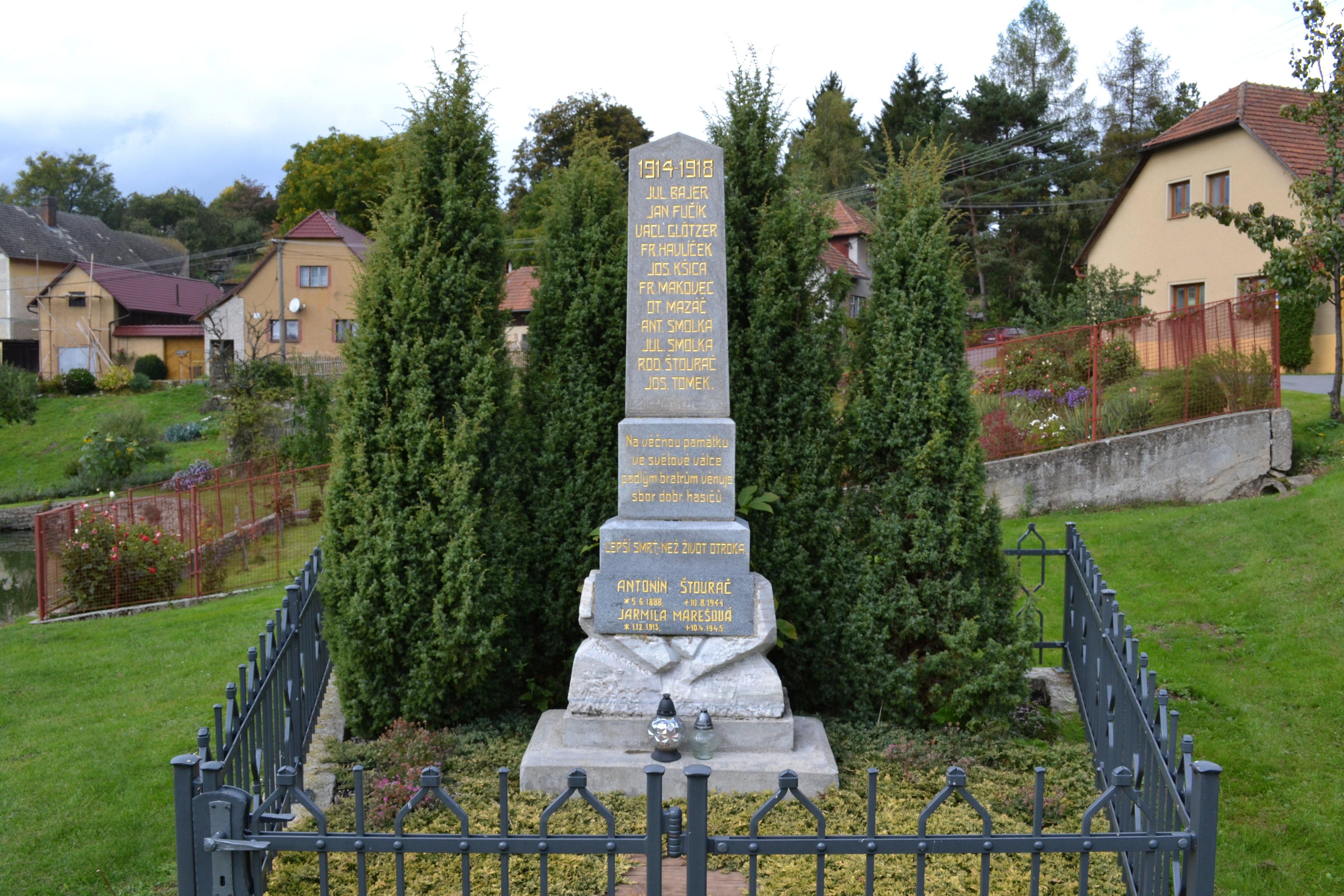
pomník padlým